# Fumaria kralikii
Fumaria kralikii là một loài thực vật có hoa trong họ Anh túc. Loài này được Jord. mô tả khoa học đầu tiên năm 1848.